# Robert McMann
Robert William Lucas McMann dit Bobby McMann (né le 15 juin 1996 à Wainwright dans la province de l'Alberta au Canada) est un joueur professionnel canadien de hockey sur glace. Il évolue au poste d'attaquant.

## Biographie
En 2013, il commence sa carrière junior dans la Ligue de hockey junior de l'Alberta avec les Pontiacs de Bonnyville. De 2016 à 2020, il poursuit un cursus universitaire à l'université Colgate. Il évolue quatre saisons avec les Raiders de Colgate dans le championnat NCAA. En 2020, il passe professionnel avec les Marlies de Toronto, club-école des Maple Leafs de Toronto dans la Ligue américaine de hockey. Le 11 janvier 2023, il joue son premier match dans la Ligue nationale de hockey avec les Maple Leafs de Toronto face aux Predators de Nashville. Il enregistre son premier point, une assistance le 21 mars 2023, face aux Islanders de New York. Il marque son premier but dans la LNH le 16 décembre 2023 face aux Penguins de Pittsburgh.

## Statistiques
| Saison     | Équipe                  | Ligue      |                   | Saison régulière  | Saison régulière  | Saison régulière  | Saison régulière  | Saison régulière |   | Séries éliminatoires | Séries éliminatoires | Séries éliminatoires | Séries éliminatoires | Séries éliminatoires |
| Saison     | Équipe                  | Ligue      | PJ                | B                 | A                 | Pts               | Pun               | PJ               | B | A                    | Pts                  | Pun                  |                      |                      |
| 2013-2014  | Pontiacs de Bonnyville  | LHJA       | 54                | 11                | 11                | 22                | 22                | 3                | 0 | 0                    | 0                    | 0                    |                      |                      |
| 2014-2015  | Pontiacs de Bonnyville  | LHJA       | 51                | 21                | 18                | 39                | 40                | 15               | 7 | 2                    | 9                    | 6                    |                      |                      |
| 2015-2016  | Pontiacs de Bonnyville  | LHJA       | 47                | 36                | 32                | 68                | 40                | 4                | 0 | 3                    | 3                    | 2                    |                      |                      |
| 2016-2017  | Raiders de Colgate      | ECAC       | 35                | 5                 | 14                | 19                | 12                | -                | - | -                    | -                    | -                    |                      |                      |
| 2017-2018  | Raiders de Colgate      | ECAC       | 40                | 14                | 16                | 30                | 20                | -                | - | -                    | -                    | -                    |                      |                      |
| 2018-2019  | Raiders de Colgate      | ECAC       | 36                | 8                 | 15                | 23                | 32                | -                | - | -                    | -                    | -                    |                      |                      |
| 2019-2020  | Raiders de Colgate      | ECAC       | 34                | 10                | 10                | 20                | 58                | -                | - | -                    | -                    | -                    |                      |                      |
| 2020-2021  | Thunder de Wichita      | ECHL       | 18                | 6                 | 11                | 17                | 2                 | 5                | 1 | 1                    | 2                    | 0                    |                      |                      |
| 2020-2021  | Marlies de Toronto      | LAH        | 21                | 2                 | 2                 | 4                 | 6                 | -                | - | -                    | -                    | -                    |                      |                      |
| 2021-2022  | Growlers de Terre-Neuve | ECHL       | 4                 | 2                 | 2                 | 4                 | 8                 | -                | - | -                    | -                    | -                    |                      |                      |
| 2021-2022  | Marlies de Toronto      | LAH        | 61                | 24                | 11                | 35                | 16                | -                | - | -                    | -                    | -                    |                      |                      |
| 2022-2023  | Marlies de Toronto      | LAH        | 30                | 21                | 8                 | 29                | 16                | 1                | 0 | 0                    | 0                    | 0                    |                      |                      |
| 2022-2023  | Maple Leafs de Toronto  | LNH        | 10                | 0                 | 1                 | 1                 | 2                 | -                | - | -                    | -                    | -                    |                      |                      |
| 2023-2024  | Marlies de Toronto      | LAH        | 6                 | 2                 | 1                 | 3                 | 6                 | -                | - | -                    | -                    | -                    |                      |                      |
| 2023-2024  | Maple Leafs de Toronto  | LNH        | 56                | 15                | 9                 | 24                | 52                | -                | - | -                    | -                    | -                    |                      |                      |
| 2024-2025  | Maple Leafs de Toronto  | LNH        | Saison en cours ? | Saison en cours ? | Saison en cours ? | Saison en cours ? | Saison en cours ? |                  |   |                      |                      |                      |                      |                      |
| Totaux LNH | Totaux LNH              | Totaux LNH | 66                | 15                | 10                | 25                | 54                | -                | - | -                    | -                    | -                    |                      |                      |